# Чеська Липа (округ)
Чеська Липа (чеськ. Okres Česká Lípa) — адміністративно-територіальна одиниця в Ліберецькому краї Чеської Республіки. Адміністративний центр — місто Чеська Липа. Площа округу — 1 072,91 км², населення становить 103 021 особа.
До округу входить 57 муніципалітетів, з котрих 11 — міста.